# Harry Decheiver
Harry Decheiver (* 8. März 1970 in Deventer) ist ein ehemaliger niederländischer Fußballspieler und heutiger ‑trainer. Er spielte in der Fußball-Bundesliga für den SC Freiburg und Borussia Dortmund und beendete im Jahr 1999 seine Spielerkarriere.

## Karriere
Von 1995 bis 1998 erzielte Decheiver in 49 Bundesligaspielen 20 Tore und erhielt den Spitznamen „Harry, der Knipser“. Insgesamt erzielte er in 261 Ligaspielen in den Niederlanden und Deutschland 105 Tore.
Decheiver, Sohn einer niederländischen Mutter und eines französischen Vaters, stand bis zum Sommer 1995 beim niederländischen Verein Go Ahead Eagles Deventer unter Vertrag. Für die Mannschaft kam er in 121 Ligaspielen auf 52 Tore, Angebote namhafter Vereine erhielt er jedoch nicht. Dem damaligen Trainer des SC Freiburg, Volker Finke, wurde der Niederländer von einem Spielerberater angeboten, Finke holte ihn nach Deutschland. Der SC stand unter Abstiegsgefahr und benötigte einen neuen Stürmer. Decheiver erzielte in seiner ersten Saison elf Tore in 22 Spielen, der Klassenerhalt wurde mit der Mannschaft geschafft. In seiner zweiten Saison war er häufig von Verletzungen geplagt und bestritt 19 Spiele, in denen er sechs Treffer markierte.
Nach dem Bundesliga-Abstieg 1997 mit dem SC Freiburg kehrte Decheiver für kurze Zeit nach Holland zum FC Utrecht zurück, um ein wenig später von Borussia Dortmund unter Trainer Nevio Scala verpflichtet zu werden. Mit Borussia Dortmund wurde er am 2. Dezember 1997 Weltpokalsieger, nachdem er im Spiel gegen Cruzeiro Belo Horizonte in der 75. Minute für Stéphane Chapuisat eingewechselt worden war. Da er auch in Dortmund sehr verletzungsanfällig war und lediglich acht Spiele bestreiten konnte, beendete er nach der Saison 1998/99 im Alter von 28 Jahren seine Karriere aufgrund einer langwierigen Hüftverletzung.

## Nach der Karriere
Nach seiner aktiven Karriere war Harry Decheiver zusammen mit seiner Frau einige Jahre Videothekenbesitzer in Deventer, verkaufte diese im Jahr 2009 und arbeitete für eine Firma im Bereich Personalmanagement.
Seit 1. August 2005 ist er Trainer des Amateurvereins Helios Deventer und war einige Jahre zusätzlich noch Trainer eines weiteren Amateurvereins in Deventer. Seit Januar 2016 ist er Assistenztrainer bei Go Ahead Eagles.